# قائمة زملاء الجمعية الملكية المنتخبين في 1898
هذه الصفحة تعرض قائمة زملاء الجمعية الملكية المُنتخبين لعام 1898.

## الزملاء
- ويليام أوسلر
- توماس برستون
- Nathaniel Lindley, Baron Lindley [الإنجليزية]‏
- Arthur Lister [الإنجليزية]‏
- جيمس ويمشورست [الإنجليزية]‏
- إرنست ويليام براون
- جورج كرزون
- تشارلز ألجرنون بارسونز
- Henry Martyn Taylor [الإنجليزية]‏
- Edward Waymouth Reid [الإنجليزية]‏
- Sidney Frederic Harmer [الإنجليزية]‏
- Henry F. Baker [الإنجليزية]‏
- Alexander Buchan (meteorologist) [الإنجليزية]‏
- وليام شينستون